# Rik Wouters (kunstenaar)

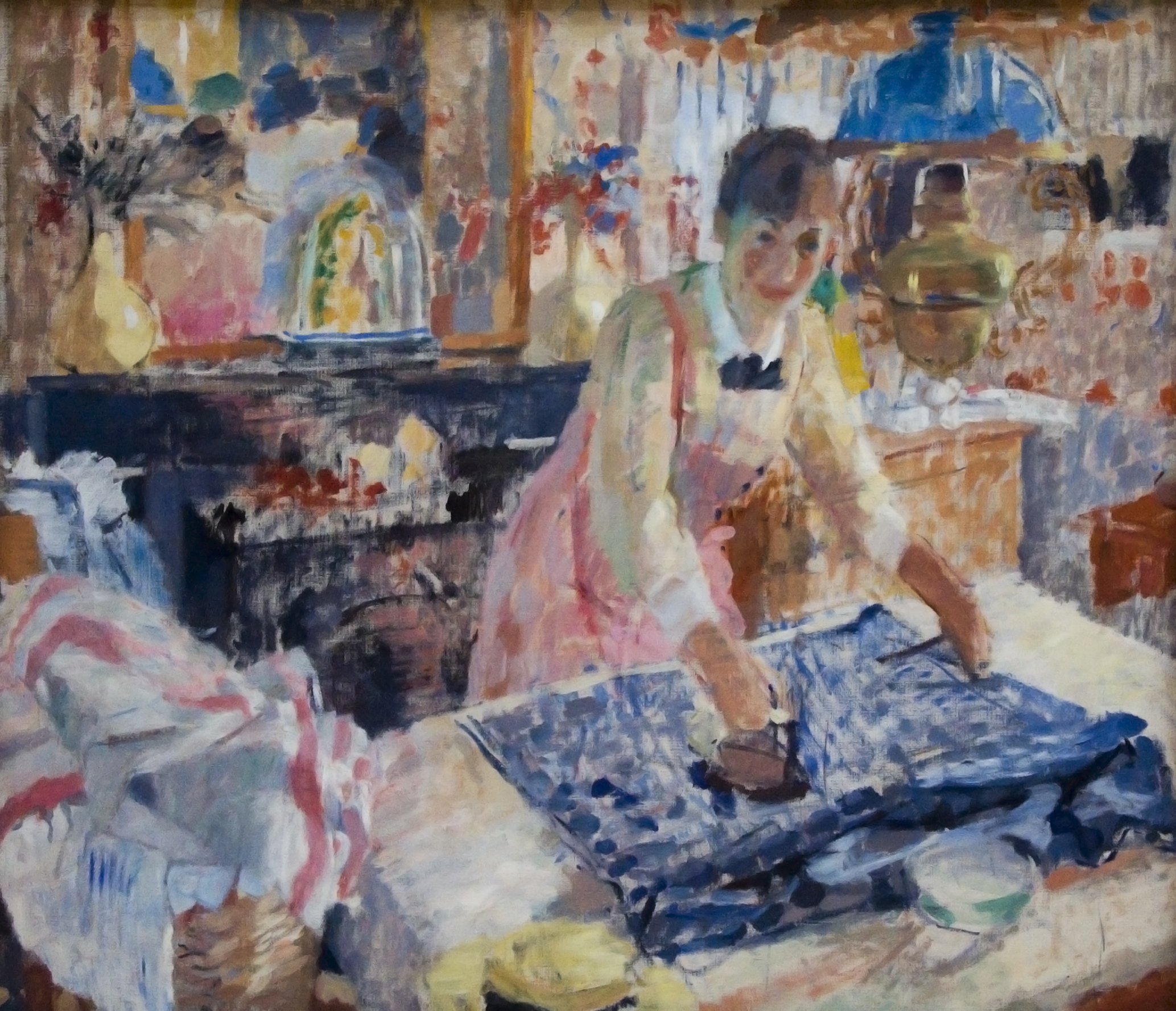
De strijkster (1912)

Hendrik Emil (Rik) Wouters (Mechelen, 21 augustus 1882 – Amsterdam, 11 juli 1916) was een Belgisch beeldhouwer, kunstschilder, tekenaar en etser. Hij wordt tot de stroming van het fauvisme gerekend.

## Jeugd en opleiding
Rik Wouters was de zoon van beeldhouwer en meubelmaker Emil Wouters en zijn vrouw Melania Daems. Toen hij vijftien jaar oud was stierf zijn moeder. Op twaalfjarige leeftijd hield hij de school voor bekeken en ging hij werken als houtsnijder in het meubelatelier van zijn vader. Hij volgde bovendien les aan de Mechelse Academie voor Beeldende Kunsten, waar hij Ernest Wijnants leerde kennen. Wijnants werd een trouwe vriend en samen trokken ze naar het atelier van Theo Blickx; de laatste duwde Rik Wouters in de richting van het artistieke beeldhouwen. Rik Wouters tekende toen ook graag en veel. Artistiek uitte hij zich oorspronkelijk als beeldhouwer, om eerst nadien zijn ambities uit te werken in kleur en als schilder naam te maken. Toen hij 17 jaar werd, trok hij naar de Koninklijke Academie voor Schone Kunsten van Brussel. Hij hield het er nauwelijks uit, tot hij soldaat moest worden.

## Levensloop
In Brussel vond hij echter wel zijn liefje: Nel Duerinckx, een jong model, geboren als Hélène Philomène Leonardine Duerinckx. Nel was toen zestien jaar en vier jaar jonger dan Wouters; Het werd de grote liefde en ze trouwden op 15 april 1905. Nel zou zijn korte leven totaal beheersen en de kunstenaar inspireren; zij werd zijn muze en model.
Het jonge koppel betrok een klein huisje in Watermaal. Zinnelijk geluk en bittere armoede gingen er hand in hand. Het dorp, de huizen en Nel werden Riks belangrijkste modellen. Om rond te komen gingen ze naar Mechelen bij zijn vader wonen waar hij weer zijn vader assisteerde met meubelsnijwerk; maar Nel vooral kon er niet aarden, omdat het contact met haar schoonvader moeizaam was. Rik werkte daarna een tijd voor een fabrikant van porselein, maar dat hield hij niet lang vol. Niet bereid om concessies te doen, wilde hij schilderen. In 1907 werd tbc geconstateerd bij Nel en verhuisden ze op advies van de arts naar Bosvoorde aan de bosrijke oostkant van Brussel; ze huurden er een eenvoudige woning voor achttien frank per maand. Nel knapte er al gauw op. Hier zou hij aanvankelijk vooral schetsen maken en 's avonds het etsen beoefenen; pas het jaar daarop zou het beeldhouwen centraal gaan staan; hij zou in 1908 in totaal zelfs 12 beelden modelleren voor in brons. Zijn vriend Edgard Tytgat, die toen ook straatarm was, zodat ze samen het atelier deelden, zou later in ballingschap in Londen over deze periode van Rik en Nel schrijven:
“Als ik hem ging opzoeken, kwam ik hem soms op de weg tegen. Hij haalde water uit de fontein. Wat een mooie herinneringen zijn me bijgebleven aan de wandelingen met hem [Rik] langs het steile straatje aan het Zoniënwoud. Zijn huis stond aan de bosrand. Nel en haar hondje Stella wachtten op ons.”
De dan 25-jarige schilder had al enkele werken tentoongesteld. Met een naaktbeeld genoemd Dromerij uit 1907 behaalde hij een tweede prijs in een vrij prestigieuze jeugdwedstrijd. Zodoende ontving hij een staatstoelage van 500 frank, waarmee hij twee jaar lang zijn huur kon betalen.

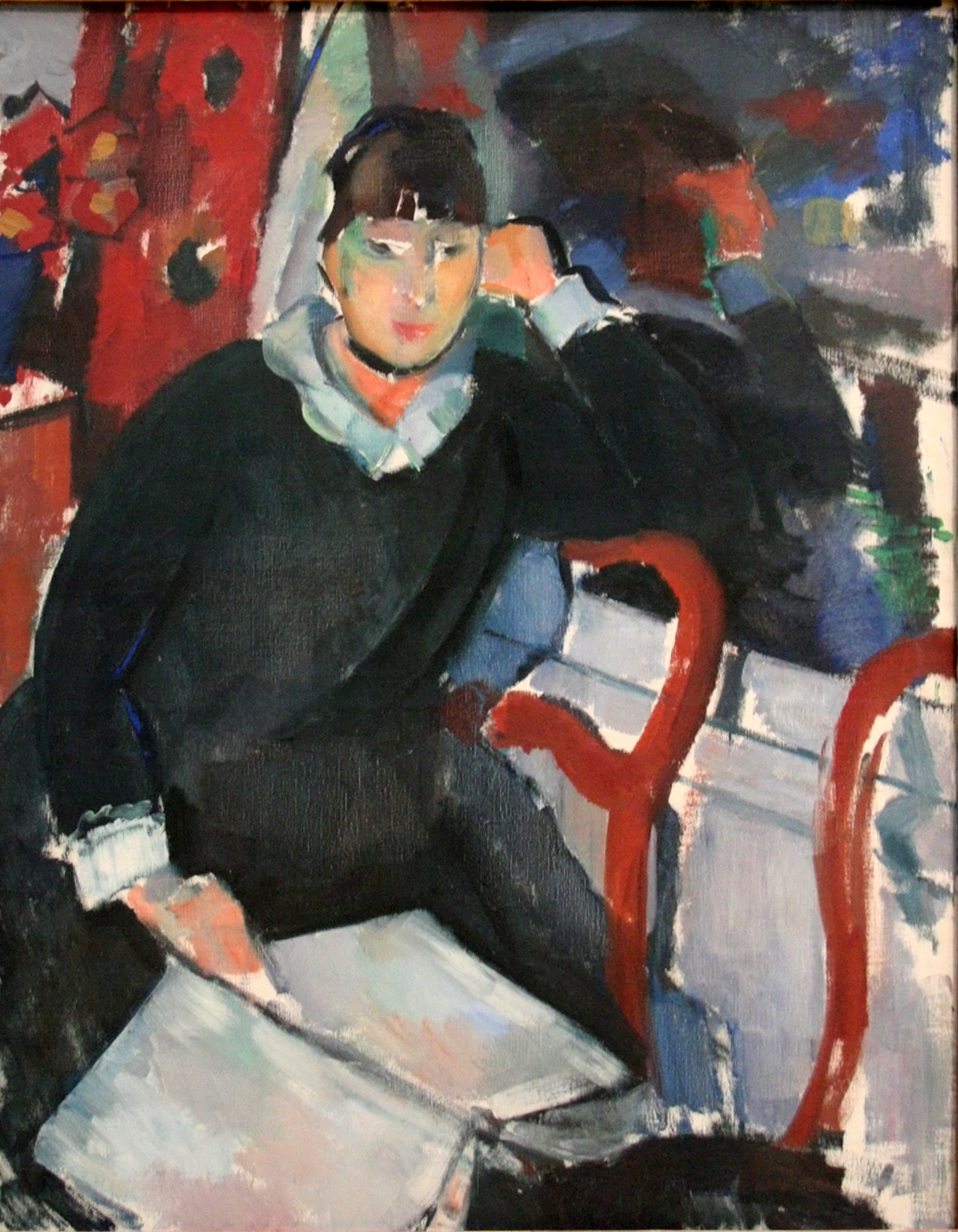
Zittende vrouw bij het venster of Portret van Nel Deurinckx, vrouw van de kunstenaar in het MSK te Gent

## Werk
Aan werk van de tijd, noodgedwongen op karton gemaakt, zocht hij naar een eigen stijl. Hij imiteerde de dan in de mode zijnde stijlrichtingen maar zette er zich ook tegen af. Wouters wilde het licht vangen zonder te vervallen in pointillistische stipjes. Wouters lichtheid in zijn werk hangt eerder af van de compositie, van harmonie en contrast, waarbij kleurvlakken een eigen bestaan leiden op het doek. Hierin neigde hij al naar het abstracte. Rik Wouters schreef toen in een brief: Leven is schilderen, beeldhouwen en tekenen. Wouters was voortdurend bezig met zijn werk; ze bespaarden op hun eten om dure verf te kopen. Intussen waren Edgard Tytgat en Willem Paerels vrienden geworden. Datzelfde jaar maakte Rik een buste van Tytgat in gips; deze zou tijdens zijn leven nooit in brons gegoten worden, maar onder de zorg van de Brusselse galerie Giroux gebeurde dit later wel. Momenteel hoort het beeld tot de verzameling van het Brusselse Koninklijke Museum voor Schone Kunsten.

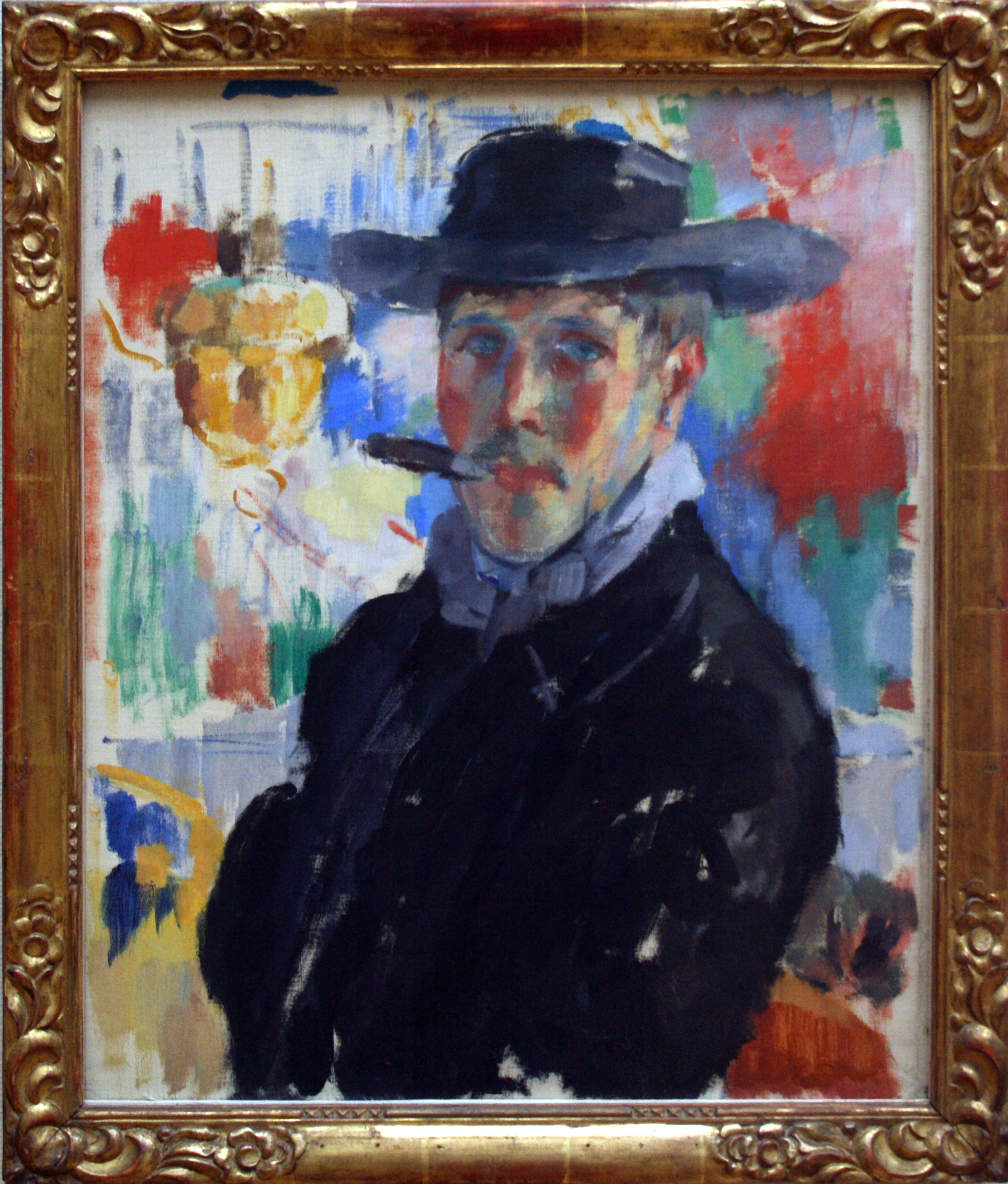
Zelfportret, 1914, Koninklijk Museum voor Schone kunsten, Antwerpen

De materiële beperkingen werden enigszins opgelost door een contract bij de Brusselse Giroux, in 1911. Rik Wouters is blijkbaar de eerste Belgische kunstenaar geweest die zich met een dergelijk contract aan een galerie bond. Anderzijds wijst het op het vertrouwen dat een galerist in deze jong kunstenaar stelde, met alle risico's van dien. Hij kreeg een maandgeld van 200 frank (BEF), dat echter niet zo regelmatig werd betaald, èn een krediet bij een schilderszaak. Zijn totale productie, zowel de schilder- als de beeldhouwwerken en de tekeningen, moest bij Giroux in verkoop gebracht worden, op basis van 50/50. Daarbij koos de galerist iedere maand een werk voor zichzelf uit.
Rik raakte eind 1911 definitief in de ban van kleur en licht; op dat moment begon dan ook pas zijn grote, maar kortdurende schildersloopbaan. Hij begon toen ook met een nieuwe techniek te experimenteren; de olieverf verdunde hij met terpentijn en bracht deze ook dun maar spontaan op het doek aan, dat bovendien ook deels bewust onbedekt werd gehouden. Of een compositie wel of niet af was, bleef vaak onduidelijk daardoor; met name collega-kunstenaars waren erg enthousiast. Te midden van koortsachtig druk beeldhouwen, tekenen en schilderen realiseerde Rik Wouters in 1912 en 1913 de meesterlijke hoogtepunten uit zijn te korte carrière. Hij schilderde en tekende bijna onafgebroken en maakte in 1912 zeker zestig doeken. Het zotte geweld en Huiselijke zorgen, natuurlijk naar het Nel-model, en de schitterende buste van James Ensor zijn de beroemde sculpturen uit die jaren. Bij de doeken is De strijkster, alweer Nel zelf, een onbetwistbare kleurenwervel, naar het fauvistische model. Na een geslaagde verkoop in de galerie Giroux reisden Rik en Nel samen voor enkele weken naar Parijs, om er, in kleuren, de werken van schilders als Renoir en Paul Cézanne te bewonderen. Daarbij kwam, in datzelfde jaar, nog de bekroning met de Picard-prijs, ter waarde van 600 frank. Hij leende nog 10.000 frank bij, kocht een bouwgrond, tekende zelf de bouwplannen van een werkmanswoning en in het voorjaar van 1914 betrokken Rik en Nel de nieuwe woning. In dit huis schilderde Wouters zijn schilderij Vrouw in het blauw voor de spiegel. Het is een typisch doek van hem, schetsmatig opgezet met uiterst beweeglijk naast elkaar geplaatste kleurvlakken waarin een spiegel naar een vrouw kijkt en daarvan lijkt te duizelen. Het anekdotische element vermeed hij.
Op een groot deel van werken wordt zijn echtgenote en muze Nel afgebeeld. In schilderijen is ze te zien in dagelijkse taferelen, terwijl ze uit het raam kijkt, strijkt of aan tafel zit met een buurmeisje. Daarnaast stond ze ook model voor de vele bronzen en gipsen beelden die Wouters maakte, waaronder Het zotte geweld uit 1912. Naast Nel waren ook andere dagelijkse dingen onderwerp voor de schilderijen van Wouters, allen gekenmerkt door het gebruik van felle kleuren en helder licht. Daarnaast maakte hij een aantal zelfportretten, waaronder het Zelfportret met de zwarte ooglap uit 1915 dat Wouters schilderde in Amsterdam. Wouters leed in deze periode aan kaakbeenkanker en was door zware operaties genoodzaakt een zwarte ooglap te dragen. Het portret staat in schril contrast met de vrolijke en kleurrijke portretten die hij voorheen maakte, maar heeft desondanks wat kleur.

## Invloeden

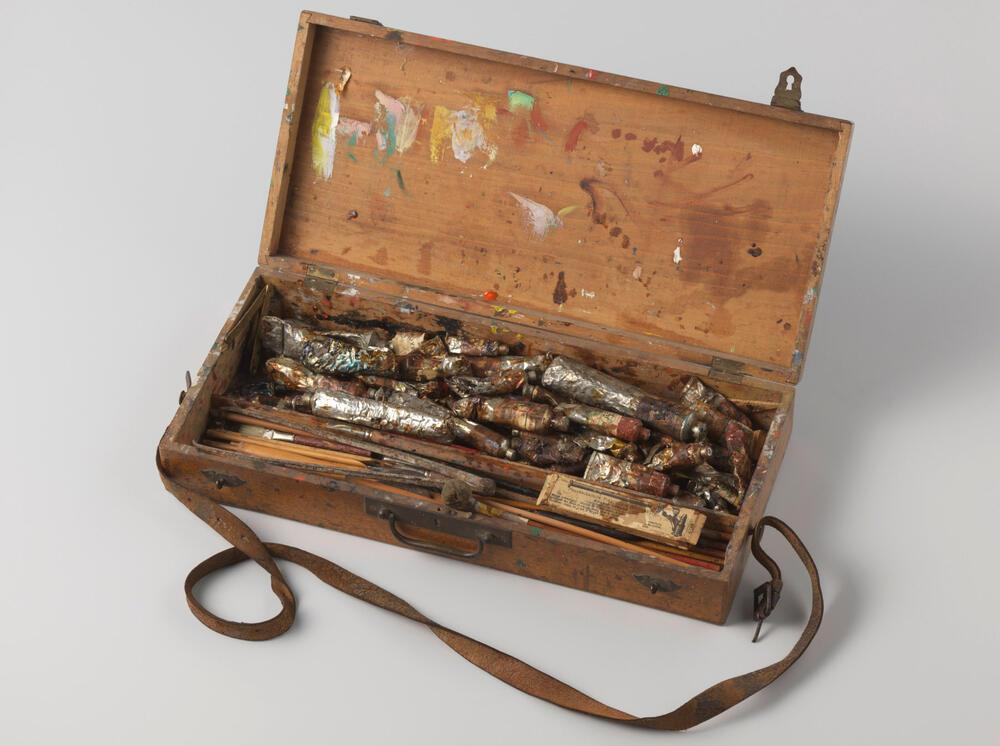
Schilderskist van Rik Wouters, collectie KMSKA

De eerste jaren in Bosvoorde vanaf 1907 was de invloed van Ensor duidelijk aanwezig in de schilderijen die Wouters maakte (hoewel hij toen vooral met beeldhouwen bezig was), maar uitsluitend in het kleurgebruik van de vroege Ensor. Naar aanleiding van een groepstentoonstelling in Antwerpen bij de kunstenaarsvereniging Kunst van Heden, waar van beide mannen werk hing, noteerde Wouters:
 'Onze grote vriend Ensor heeft er heerlijke dingen hangen, niet te evenaren van kleurenweelde en uitzonderlijke tonen. Hoe fris oogt die Liefdestuin niet, met al die kleine bonte figuurtjes in rozig wit, roze, rood, blauw, geel en nog veel andere schakeringen, de ene al buitengewoner dan de andere. De hemel is roze! Godverdomme, wat voor een roze! Het is uniek in de geschiedenis van de schilderkunst. De grond: zuiver veronese-groen... Allemaal heel schoon en goddelijk van kleur... Nom de Dieu, Ensor, Ensor!'  Later zou Wouters nog een buste in brons maken in 1913, waar Ensor echter niet erg enthousiast over was.
Het schilderij De perziken (c. 1913-14) waar Wouters kort voor het uitbreken van de Eerste Wereldoorlog aan begonnen was en wat hij ook niet afmaakte, laat geen enkele twijfel bestaan over zijn grote bewondering toen voor het werk van Paul Cézanne. Aanvankelijk vond Wouters in Parijs de Cézannes die hij daar zag te ingetogen van kleur; het deed hem te veel denken aan 'tapisserie'. Maar kort daarna kreeg hij met name grote bewondering voor Cézannes composities en constructieve opbouw. De ondertitel van zijn schilderij De perziken is dan ook: Eerbetoon aan Cézanne. Het eerste boekje (met zwart-wit-afbeeldingen!) dat hij van Cézanne onder ogen kreeg (opgestuurd door zijn vriend Lévy uit Frankrijk) schokte hem; hij schreef zijn vriend begin 1911 terug:
 'Het staat vol met schone dingen. Ik heb het gevoel dat Ensor verbleekt bij dit alles.. ..de eerste overvloedig en gecompliceerd, de ander [Cézanne] van een weleer sobere rijkdom, groter ook en met een onmiddellijk en ontroerend effect. Ik denk dat dit de juiste weg is; ik zal die dan ook enthousiast inslaan.' 
In september 1912 bezocht Wouters in Keulen een tentoonstelling waar ongeveer 100 werken van Vincent van Gogh te zien waren; het werk overweldigde hem; hij schreef zijn vriend Levy:
“..wat 'n enfant terrible [Van Gogh]. Hij grijpt je meteen bij de keel. Elk doek van die kerel is als het oog van een roofvogel. Geen enkel laat je los, en alle stralen ze als omgeven door schaduw. Ze hebben een harde uitdrukking en de nerveuze en getormenteerde structuur van verbrande dingen, zó heeft de zon alles gebakken en verschrompeld.”
In deze jaren maakte Wouters ook kennis met het Franse fauvisme, dat, net als hijzelf, de kleuren primair gebruikte als expressiemiddel. Toch was hij er niet enthousiast over, en noemde het fauvisme in een brief zelfs 'idioot'; hij zou zelf de kleuren minder explosief gebruiken en wilde beslist het motief overeind houden en niet laten verdwijnen in kleurgeweld. Desondanks waren er kunst-recensenten die voor 1914 ook zijn kleurgebruik 'half-barbaars' zouden noemen; ondertussen kreeg hij rond diezelfde tijd steeds meer aandacht in de pers en was zijn naam in België gevestigd, zeker in de niet-officiële kunstkringen.

## Oorlog en laatste jaren
In augustus 1914 brak het oorlogsdrama los. Eerst kreeg Rik Wouters nog zijn eerste individuele expo in de Giroux-galerie. Zijn naderende ziekte manifesteerde zich dan al wanneer hij klaagde over regelmatig hevige hoofdpijn, die hem belette om dagenlang te werken. Hij werd opgeroepen als soldaat en ingezet bij de verdediging rond de stad Luik, om de Duitse opmars tegen te houden. Toen het laatste fort daar gevallen was en de Duitsers dus konden doortrekken, vluchtte hij met zijn legereenheid. Met veel andere soldaten die de slag daar hadden overleefd trok hij richting Antwerpen en werd gelegerd in fort Haasdonk. De Duitse overmacht was zo groot dat zijn regiment 'al vechtend' zoals Wouters het beschreef, de grens met het neutrale Nederland overstak. Daar werden ze ontwapend; hij werd geïnterneerd op het terrein van de Juliana van Stolbergkazerne in het Bergkwartier van Amersfoort, en vervolgens in Kamp Zeist, waar 15.000 Belgische militairen zouden wonen, vanaf 1914.

### Kamp Zeist
Hier schilderde en tekende hij het dagelijks leven van de militairen. Van de begrafenis van de slachtoffers van de opstand in Kamp van Zeist, begin december 1914, maakte hij onder andere een gedetailleerde aquarel. Zijn vrouw Nel besloot in die periode voor zichzelf in de binnenstad van Amersfoort woonruimte te zoeken. Wouters kreeg eind 1914 toestemming om hier overdag te verblijven en maakte vanuit dit appartement aan de Langestraat diverse aquarellen en tekeningen. Zijn vriend, de dichter Jan van Nijlen kwam er op bezoek en beschreef nog een aquarel die Rik van de Winkelstraat beneden had gemaakt. Ze kregen ook veel steun van de Nederlandse kunstenaar Evert Pieters die de sombere Wouters in het kamp verraste met tekenmaterialen, sigaren en geld. Van Johanna Bonger (de vrouw van Theo van Gogh, Vincents broer) kreeg hij de door haar verzorgde uitgave van de verzamelde brieven van Vincent en las deze eind 1914 geheel door. Door tussenkomst van zijn vrouw Nel, die de kamp-commandant verklaarde dat een van de belangrijkste kunstenaars van België zich in zijn kamp bevond en een heel zwakke gezondheid had, kreeg Rik een bevoorrechte behandeling en mocht hij 5 dagen per week van 12 tot 18 uur het kamp enige kilometers verlaten. Zo kon hij de bosrijke omgeving van Zeist schetsen en schilderen, en in de woonruimte van Nel verblijven. Op hun gezamenlijke wandelingen pakte hij vaak rietstengels en veranderde deze in tekenpennen, waarmee hij in Oost-Indische inkt veel tekeningen maakte, o.a. Zittende vrouw [Nel] voor Amersfoort.
Rik kreeg in het kamp steeds meer last van 'zenuwpijnen' en stekende hoofdpijnen en kreeg daartoe in Utrecht pijnlijke spoelingen en ten slotte een operatie in het Militair Hospitaal aldaar, die echter geen soelaas bood. Op 31 mei 1915 kreeg hij 'verlof voor onbepaalde tijd voor Amsterdam'.

### Amsterdam
Samen met Nel schreef hij zich in voor Amsterdam, en ze betrokken daarop een woon-etage aan de Derde Kostverlorenkade nr 37, op de derde verdieping; de etage was hoog, dus licht en gaf ruim uitzicht op de Kostverlorenvaart. Hun nieuwe vriend Nic. Beets stond borg voor de huur en diens familie schonk allerlei huisraad. Rik begon weer te schilderen, waarbij Nel zijn favoriete onderwerp bleef, soms met de vaart vol schepen op de achtergrond; ook stillevens met bloemen ontstonden er. Ondanks zijn verslechterende gezondheid en veel pijn maakte hij er een serie doeken, geschilderd in lichte toets, zoals Zomernamiddag te Amsterdam.
In het najaar van 1915 werd de oorzaak van zijn fatale ziekte duidelijk geworden: kanker in het bovenkaakbeen. Hij kreeg een - naar hij dacht - 'gratis operatie' aangeboden (betaald door kunstverzamelaar Eppe Roelfs Harkema), op 4 oktober uitgevoerd door de toen beroemde chirurg Prof. Rotgans; een maand later schilderde hij met slechts één oog zijn bekende Zelfportret met de zwarte ooglap, waarin de focus lag op de niet-verminkte kant van zijn gezicht. Wouters koos voor een ongewoon donker kleur-palet en sterker dan voorheen bouwde hij de compositie op uit grote kleurvlakken en vereenvoudigde vormen, zoals ook in zijn stilleven Sombere stemming. Bovendien maakte hij die laatste maanden reeksen diepzwarte penseeltekeningen, waarmee hij in Nels eigen woorden haar vervolgde tot
“..in alle hoeken van het huis, alle onderwerpen zijn hem goed. Of ik slaap of eet, of ik mij kleed, of ik ziek ben, steeds is Rik daar. ..het papier wordt als een schietschijf, waarop met beslistheid lijnen, vormen en kleuren worden geworpen”.
Na een volgende medische ingreep kon hij de afstand tussen zijn kwasten en het doek/papier niet meer goed inschatten en stopte daarom voorgoed met schilderen.
In het najaar van 1915 exposeerde hij een reeks werken op papier in het Prentenkabinet van het Rijksmuseum te Amsterdam - de eerste museumtentoonstelling van Wouters. Deze werken waren al in de lente van 1915 aangekocht door de onderdirecteur van het Prentenkabinet mr. Nic. Beets, die zijn werk erg waardeerde om zijn gevoeligheid en elementaire karakter. Enkele dagen voor zijn ziekenhuisopname van 5 april 1916 bezocht hij nog de opening van zijn grote overzichtstentoonstelling in het Stedelijk Museum, maar het was hem al te veel; hij moest met een taxi snel terug naar huis. Voor deze tentoonstelling werden verschillende kisten met kunstwerken uit Brussel getransporteerd. Ook het Rijksmuseum kocht in die tijd nog een reeks van zijn werken aan.
Nel getuigde over Riks laatste winter:
 'De sombere winter van 1915-1916 hangt over Amsterdam als een lijkwade van ijzel en sneeuw. Het was tijdens een van die treurige dagen dat de kwaal herbegon. Zijn stem klinkt hol en het is pijnlijk hem te zien eten. Hij kon alleen vloeibare dingen naar binnen krijgen, en dan nog slechts, zoals zijn dagelijks verband, door de opening van zijn gebroken kaakbeen. Dit verband achter in zijn mond stinkt en dat vloeibare voedsel doet hem walgen. Het vooruitzicht van de lange slapeloze nachten, in een wanhopige strijd tegen de pijn, maakte hem radeloos. Hij kan niet blijven liggen, wandelde in een kring rond als een gek.' 
Na zijn derde grote operatie zou Wouters het Amsterdamse Prinsengrachtziekenhuis niet meer verlaten; hij stierf er op 11 juli 1916, nog geen 34 jaar oud. Kort voor zijn dood was er nog een kerkelijk huwelijk afgesloten tussen Nel en hem. Nel bleef na zijn dood tot 1919 in Amsterdam, waarna ze terugkeerde naar België. Ze hertrouwde met een arts, behartigde Riks artistieke belangen en overleed in 1971, 85 jaar oud.
Vijf jaar na Nels terugkeer werd Riks stoffelijk overschot bijgezet op het kerkhof van Watermaal-Bosvoorde, dicht bij zijn voormalige woonhuis. In de tuinmuur van hun huis liet Nel de steen van Riks graf in Amsterdam inmetselen, als herinnering. In 1944 verscheen in Brussel haar boek Het leven van Rik Wouters doorheen zijn werk, dat zij al eerder had samengesteld; veel fragmenten uit zijn brieven aan haarzelf en aan zijn vriend Simon Lévy zijn hierin opgenomen.

## Galerij van werken

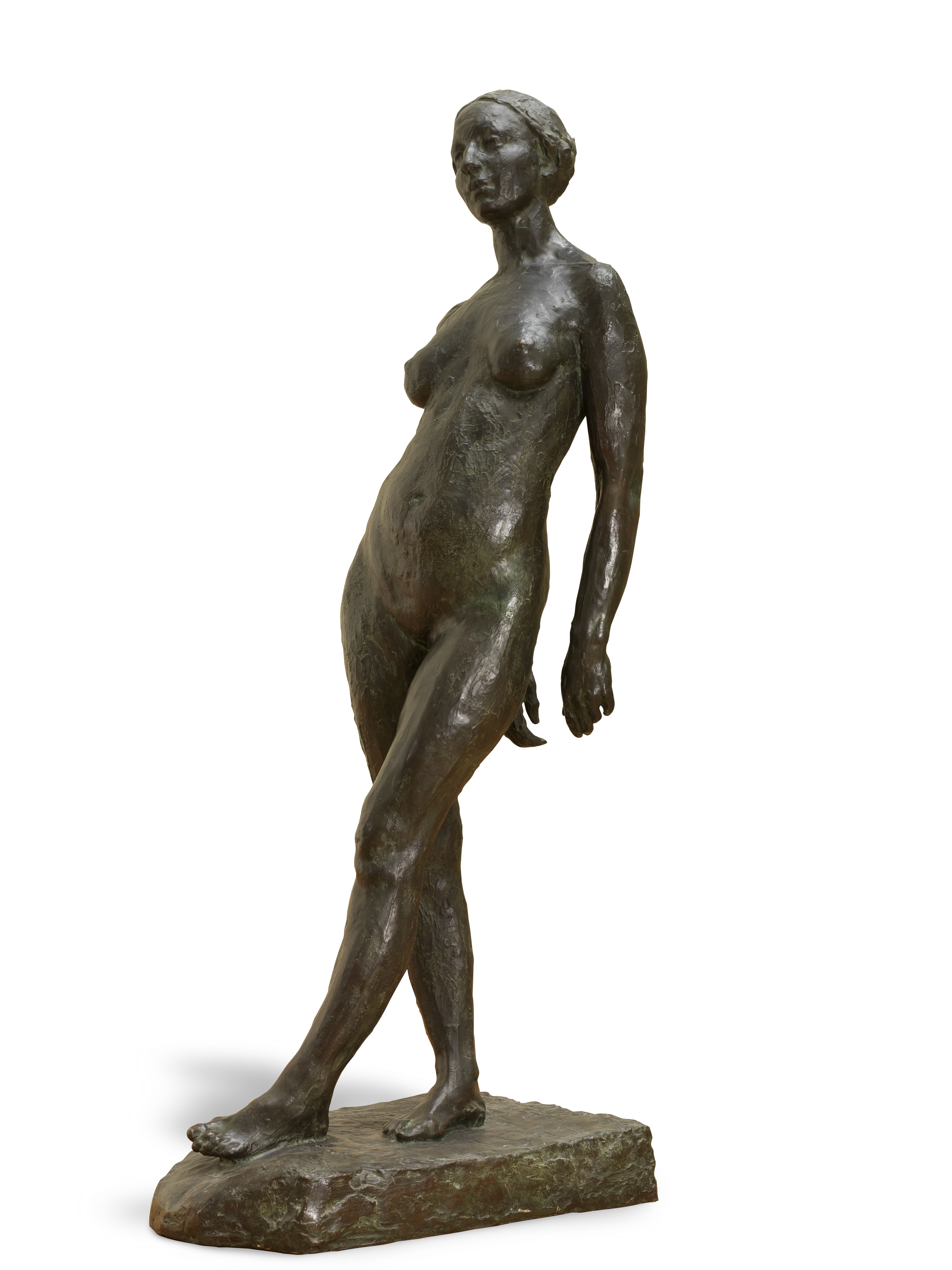
Dromerij, 1907, brons, Koninklijk Museum voor Schone Kunsten Antwerpen
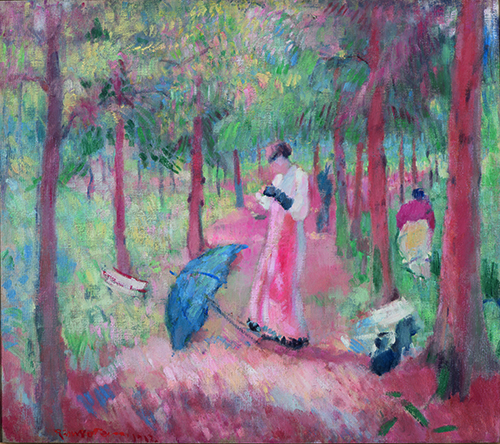
De roze laan, 1912, uit de collectie van The Phoebus Foundation
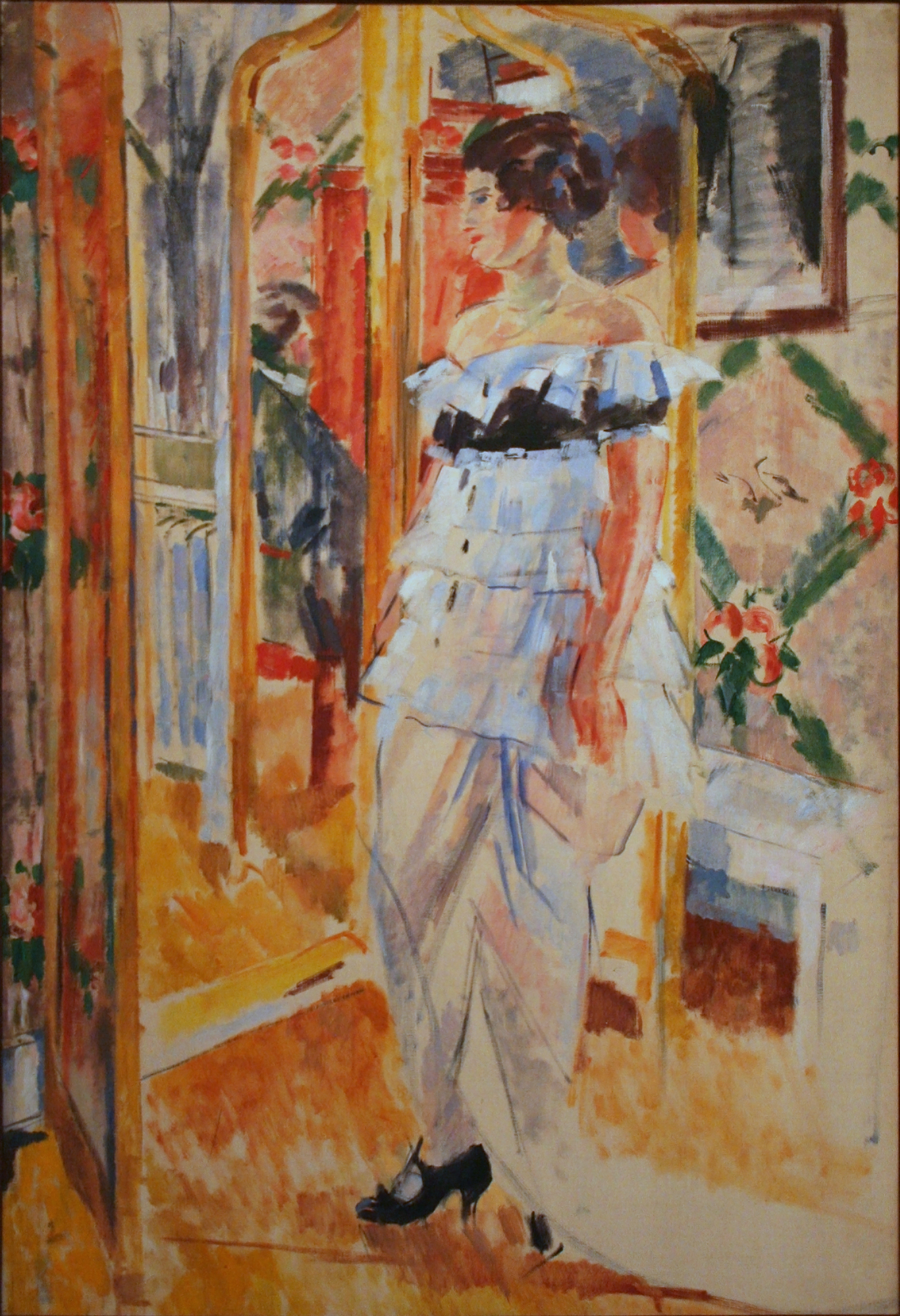
Portret van Mevrouw Giroux, c. 1912-13, olieverf op linnen, Groeningemuseum, Brugge
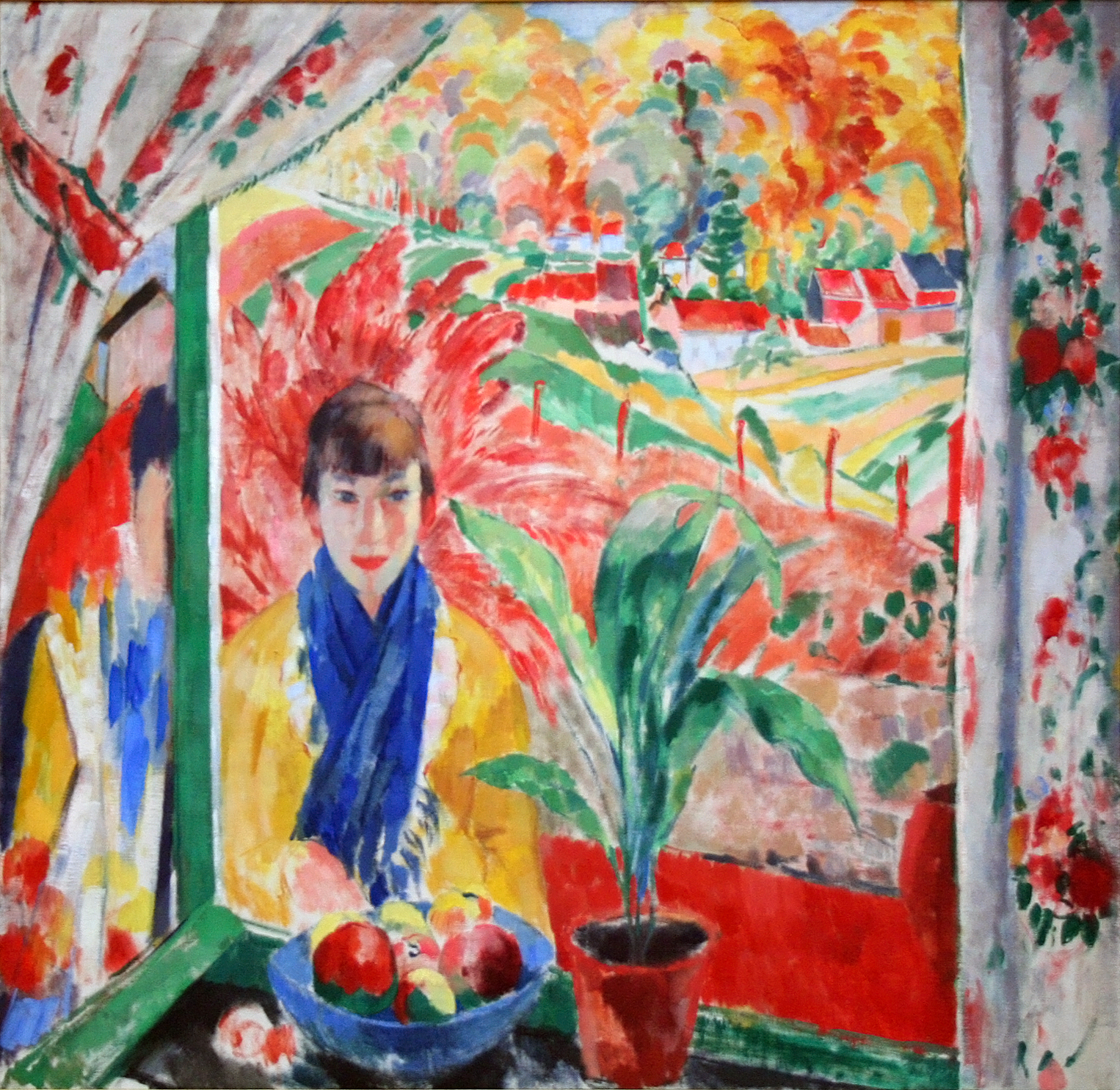
Herfst, c. 1913, olieverf op linnen, Koninklijk Museum voor Schone Kunsten Antwerpen
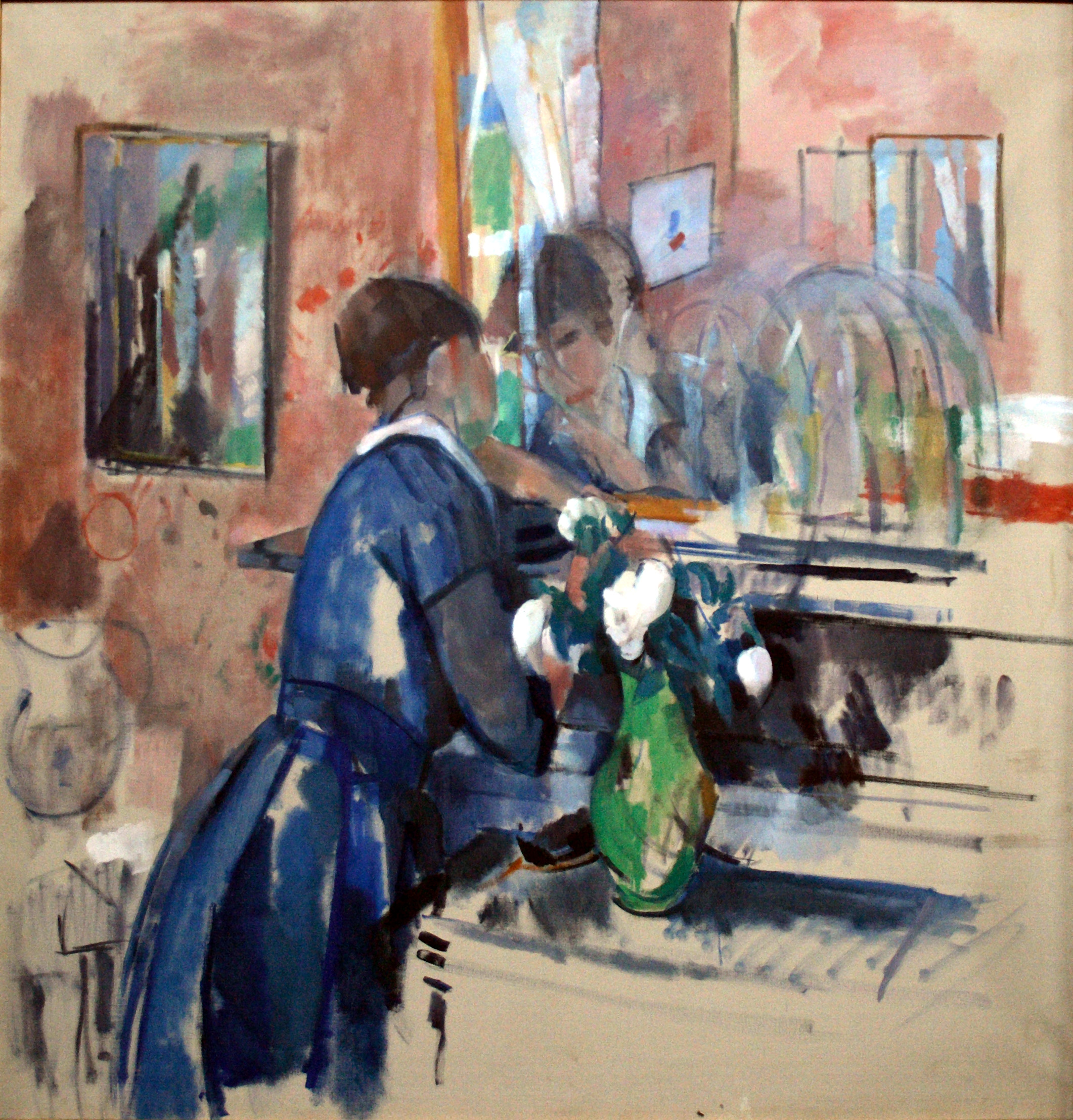
Dame in het blauw voor een spiegel, 1914, olieverf op doek
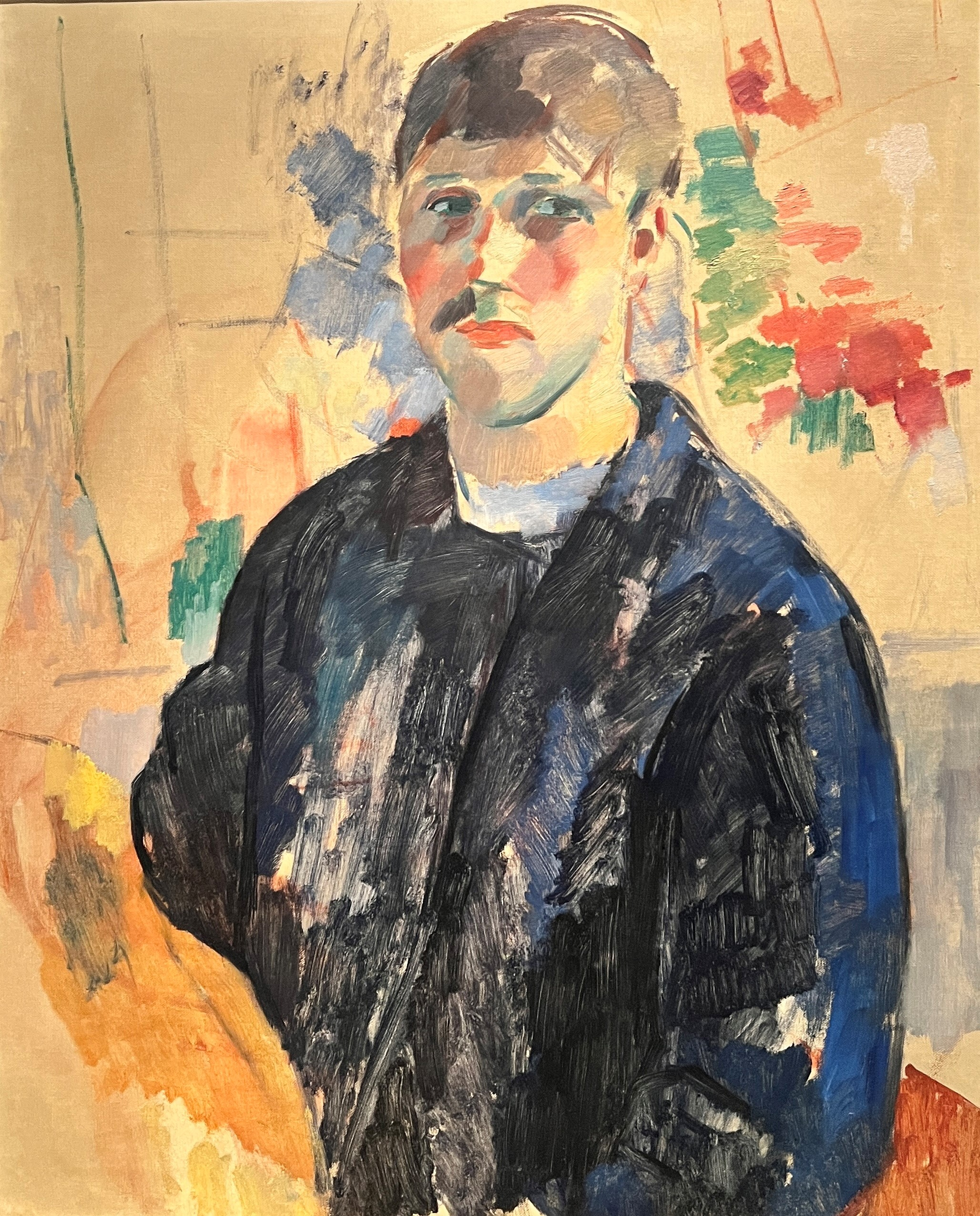
Rik met de blauwe blouse, 1914
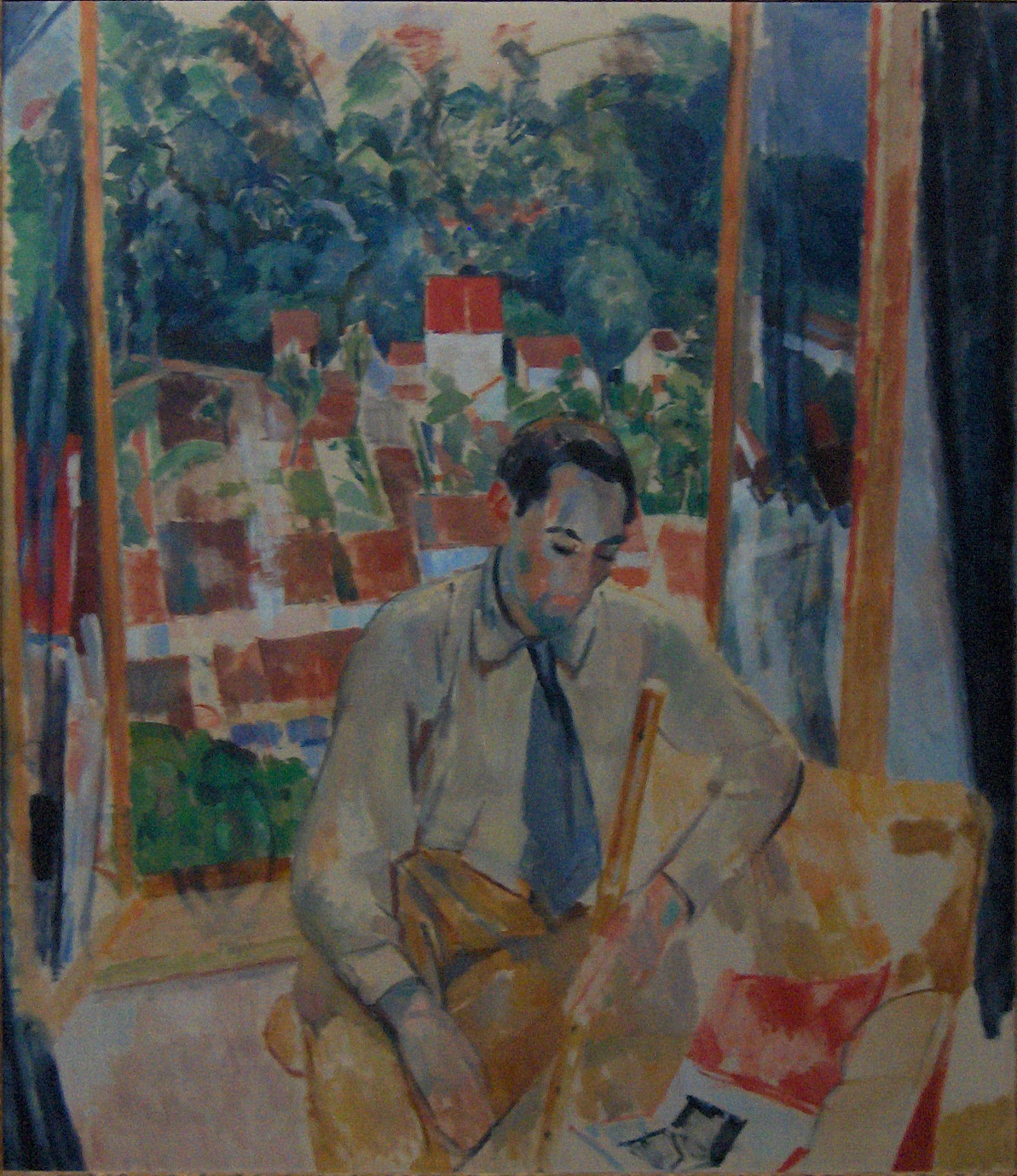
De fluitspeler, 1914
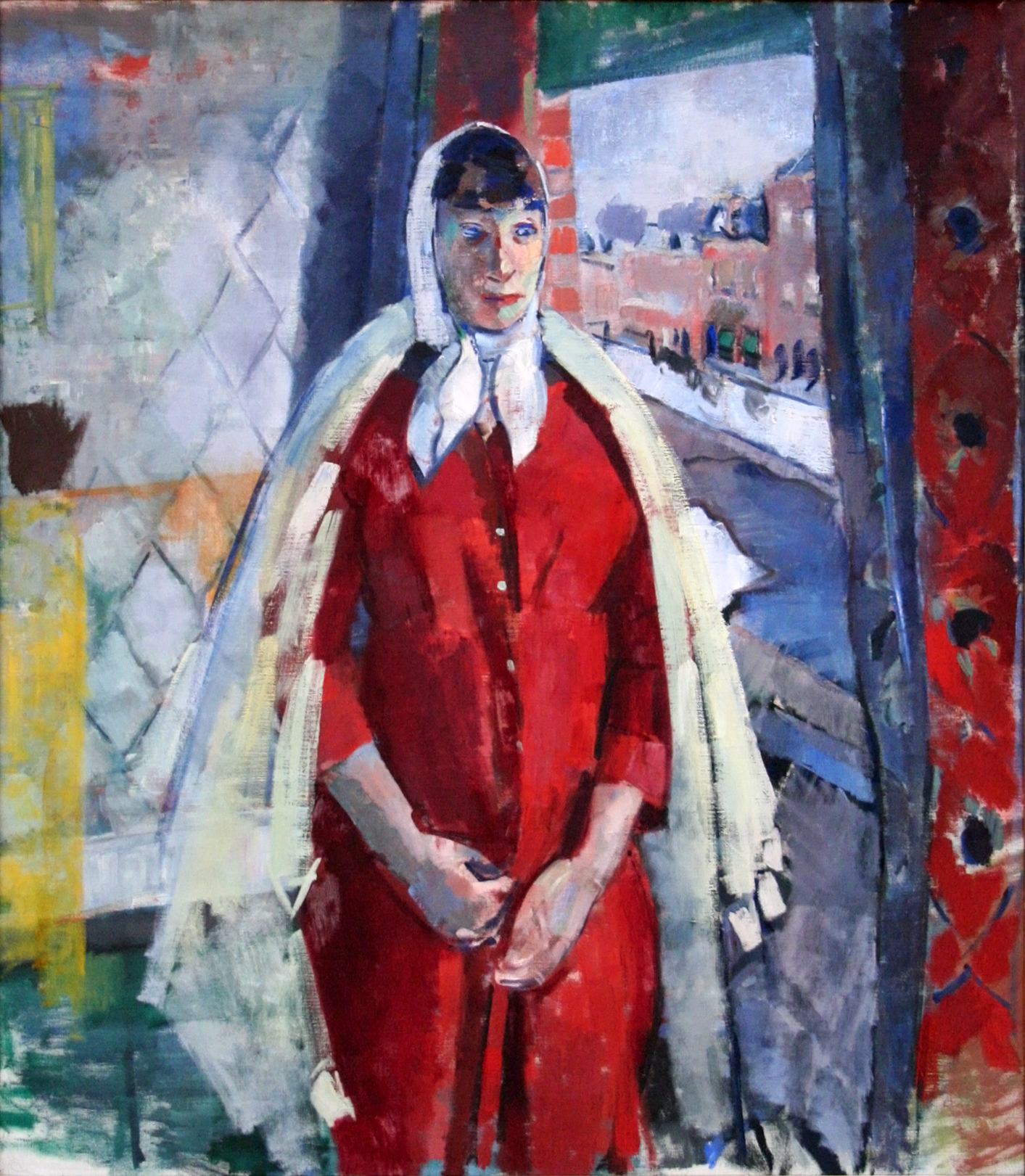
Vrouw aan het venster, c. 1915
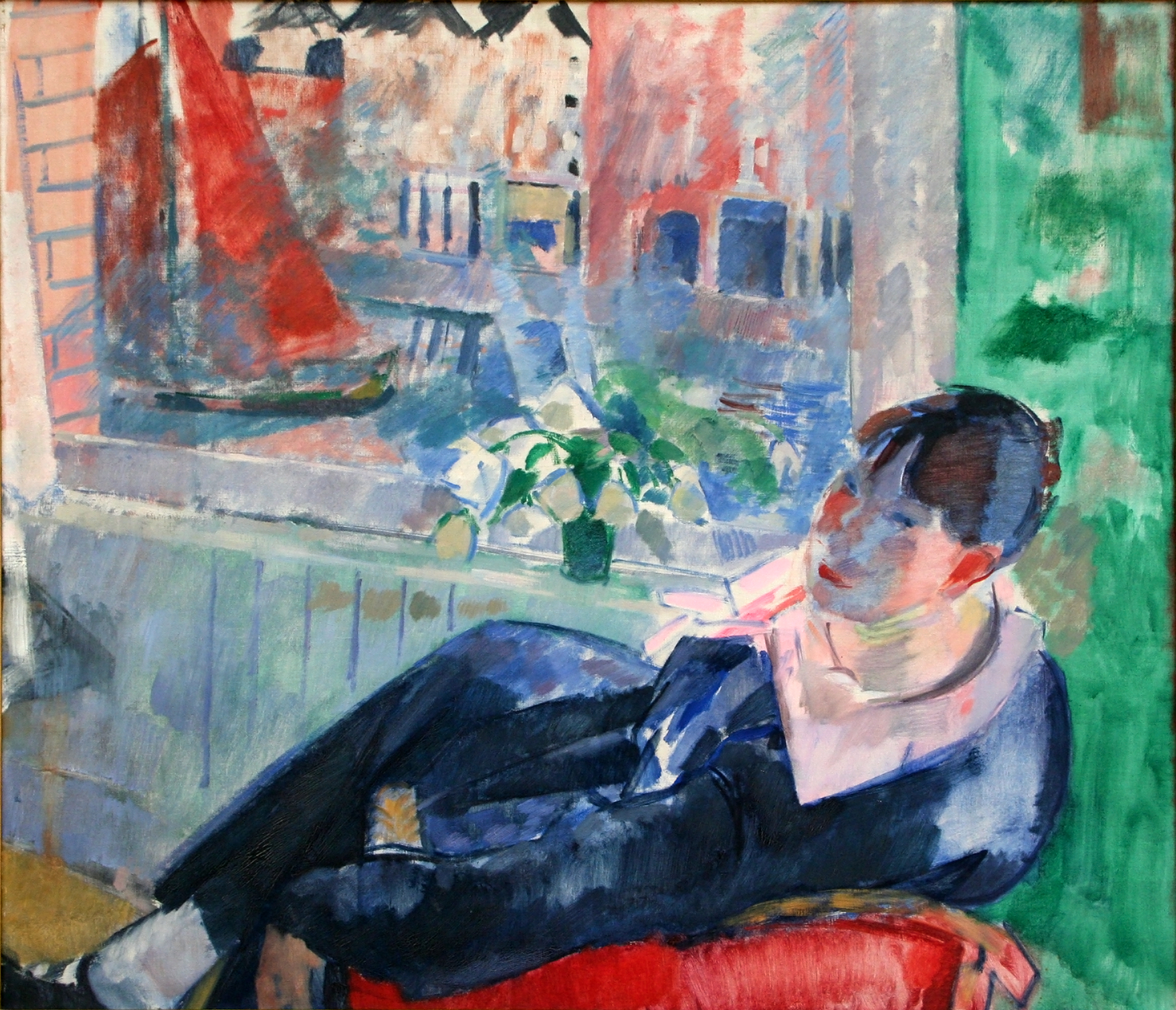
Namiddag in Amsterdam, 1915, olieverf op linnen

## Wetenswaardig
- Los van het Franse fauvisme heeft men het in België ook over het Brabants fauvisme, bij kunstenaars als Rik Wouters, Ferdinand Schirren en Anne-Pierre de Kat. Men noemt ze ook de Brusselse "Caelevoeters" waarvan Rik Wouters zeker de belangrijkste was.
- In nauwelijks 10 jaar creëerde Rik Wouters een omvangrijk oeuvre van 170 schilderijen, 35 sculpturen, 50 etsen, 40 pastels en 1500 tekeningen.
- De kunstenaar had ook interesse voor sport. Zoals veel andere Mechelse creatievelingen was Rik Wouters lid van de voetbalclub Racing Mechelen: Buiten dichters en toonkunstenaars staken tusschen onze jonge leden nog een heele boel andere artiesten waarvan enkelen later naam zouden maken; wij laten hier enkele namen volgen die ons even te binnen schieten: Rik Wouters, Neste en Nante Wynants, Theo Blickx, Prosper De Troyer, enz.[12] Op de tentoonstelling te Mechelen Rik Wouters & Co. (11 juni 2011 - 18 september 2011) werd trouwens ook een werk geëxposeerd genaamd De goal-keeper, dat de doelman van Racing Mechelen voorstelt.[13]
- De Koninklijke Musea voor Schone Kunsten van België in Brussel bewaren een gipsen dodenmasker van Wouters (inv. 10.298) en een afgietsel van zijn hand gerealiseerd door Philippe Wolfers.
- De Belgische Posterijen vereerden Wouters bij herhaling met postzegels: in 1955, 2 waarden met identieke afbeelding van De Dolle Maagd en in 1966 één waarde met een zelfportret.

## Musea

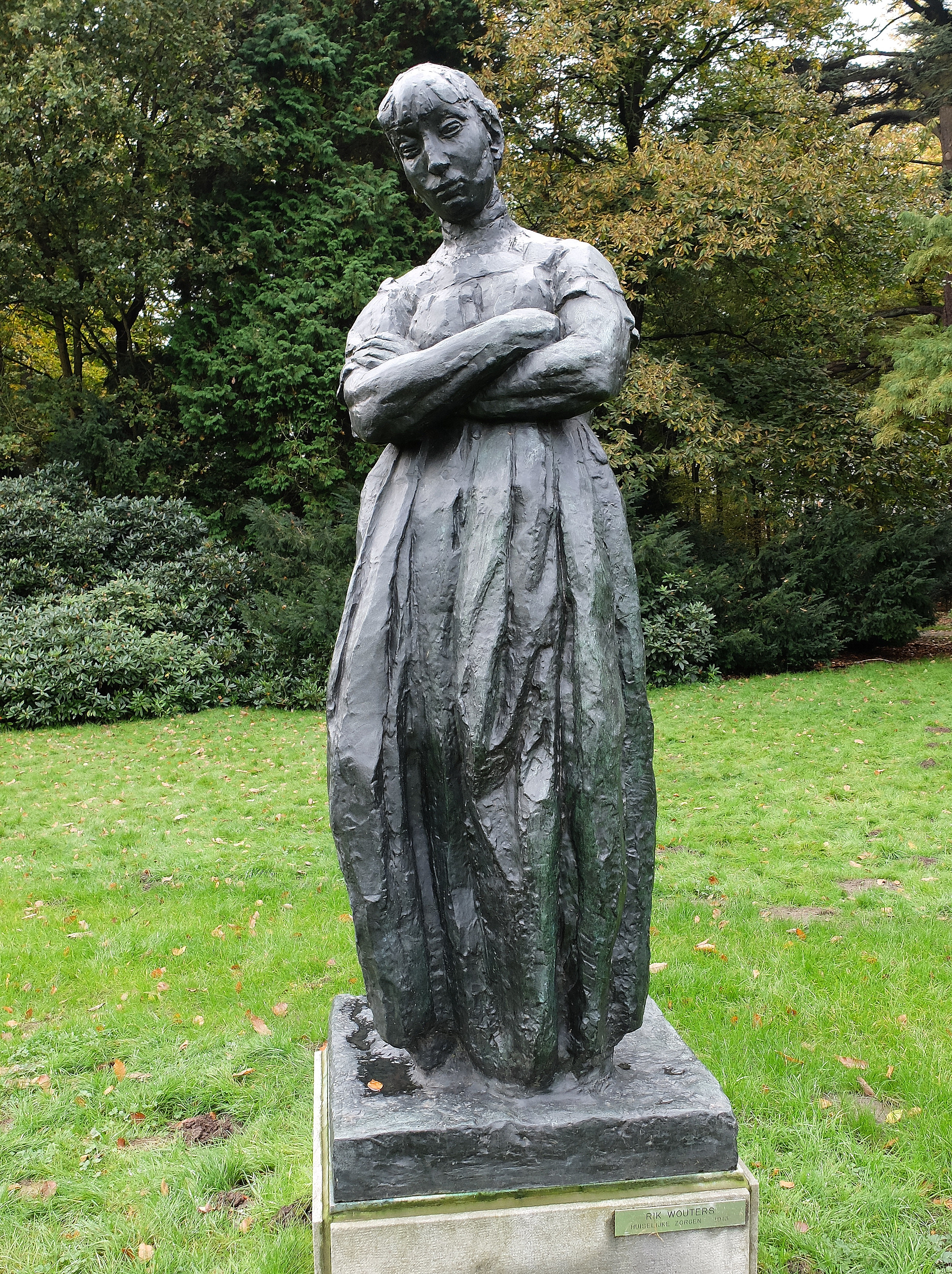
Rik Wouters: Huiselijke zorgen, 1913, Middelheimmuseum, Antwerpen

- Koninklijk Museum voor Schone Kunsten in Antwerpen
- Koninklijke Musea voor Schone Kunsten van België, Brussel
- Kunstmuseum aan Zee, Oostende
- Museum voor Schone Kunsten, Gent
- Museum voor moderne en hedendaagse kunst, Luik
- Stedelijke Musea, Mechelen
- Museum Dhondt-Dhaenens, Deurle

## Werken (selectie)

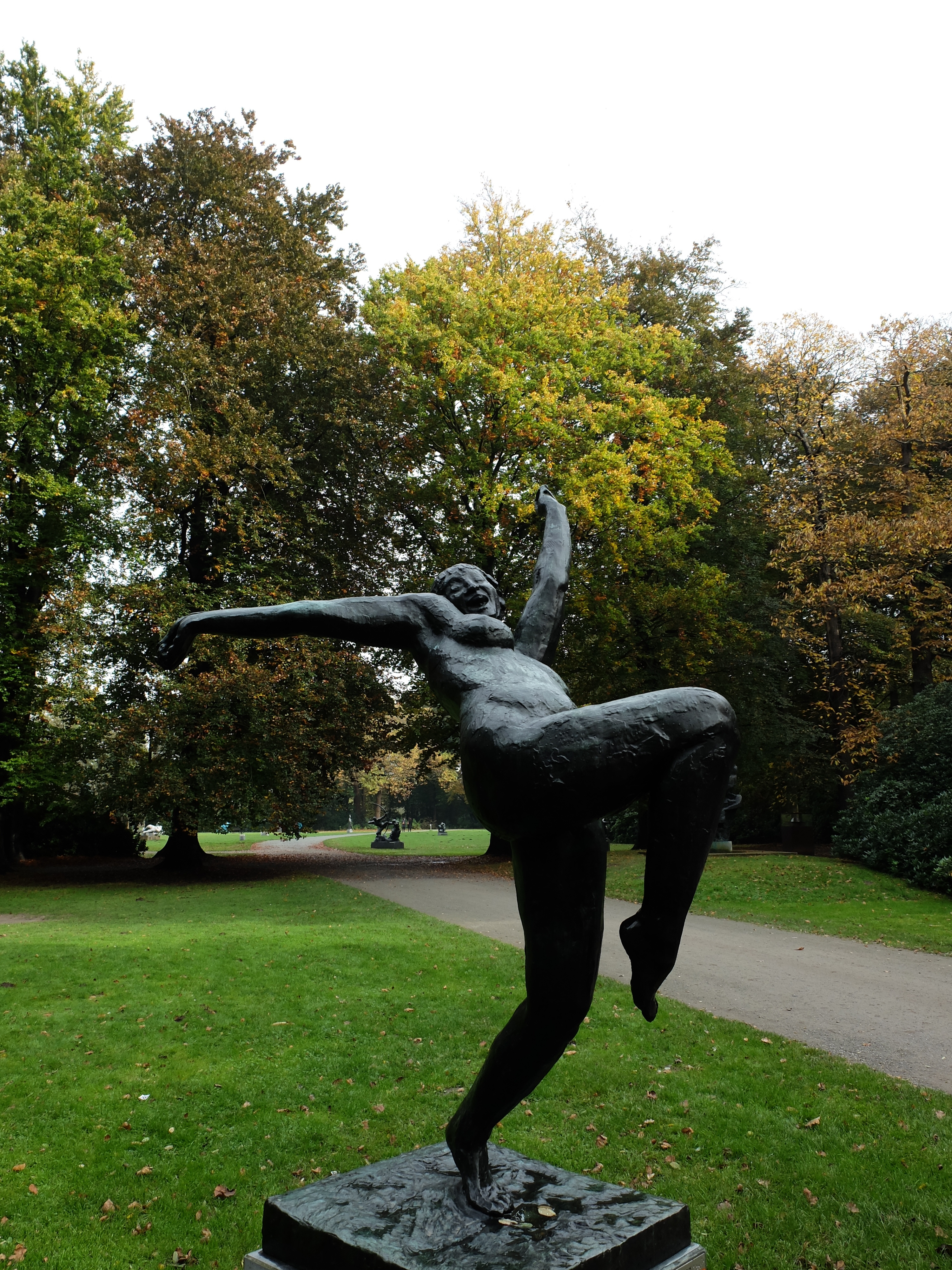
Het zotte geweld, 1912, Middelheimmuseum, ook bekend als de De Dwaze Maagd

- Houding, 1909, brons (zie afbeelding)
- Het zotte geweld, 1912,Middelheimmuseum, ook bekend als de De Dwaze Maagd
- Dame in het rood, 1912
- Huiselijke zorgen, 1913
- Volksvrouw, 1913, beeld, Gemeentelijk Park Boom
- L'Homme au chapeau de paille, 1913
- Reading Woman, 1913
- Vrouw in het blauw voor de spiegel, 1914
- Zelfportret met de zwarte ooglap, 1915